# Acinetopsia
La acinetopsia o akinetopsia (del griego akinesia 'ausencia de movimiento' y opsis 'ver') o ceguera de movimiento, es un desorden neurológico extraño relacionado con el sistema nervioso y las funciones mentales (en este caso con el cerebro y la percepción). En esencia es una incapacidad para percibir el movimiento.
Para tener una idea de cómo perciben el movimiento las personas afectadas por este trastorno, imaginar los efectos de la luz de un estroboscopio, y como en ocasiones cuesta trabajo detectar el movimiento, sino que más bien parece una serie de imágenes estáticas. Sin embargo, la akinetopsia es mucho más que percibir el movimiento como una serie de imágenes estáticas. Como las típicas fotografías de las luces del tráfico por la noche, tomadas con períodos de exposición prolongados. Las luces tienen una especie de estela de cometa tras de sí. Las personas aquejadas de este trastorno ven también estas estelas lumínicas. El movimiento de un brazo puede visualizarse como varios brazos borrosos siguiendo el rastro del original. Solo cuando ellos, y el mundo a su alrededor, están perfectamente quietos, ven las imágenes con normalidad. Sin embargo, cuando las cosas empiezan a moverse surge de nuevo la estela de imágenes repetitivas.

## Causas
Las causas de la akinetopsia pueden ser: 
- la interrupción del área cortical presente en la zona central del lóbulo temporal,
- puede aparecer como efecto secundario tras la ingesta de ciertos fármacos antidepresivos, o a
- causa del daño provocado por un infarto cerebral o por ciertas cirugías craneales.

En algunos casos, la akinetopsia puede desaparecer cuando cesa el tratamiento de antidepresivos, o mediante cirugía cerebral.[cita requerida]